# Diradops azopa
Diradops azopa är en stekelart som beskrevs av Ugalde och Ian D. Gauld 2002. Diradops azopa ingår i släktet Diradops och familjen brokparasitsteklar. Inga underarter finns listade i Catalogue of Life.